# Eucalyptus camaldulensis
Eucalyptus camaldulensis är en myrtenväxtart som beskrevs av Dehnh.. Eucalyptus camaldulensis ingår i släktet Eucalyptus och familjen myrtenväxter. Inga underarter finns listade i Catalogue of Life.

## Bildgalleri

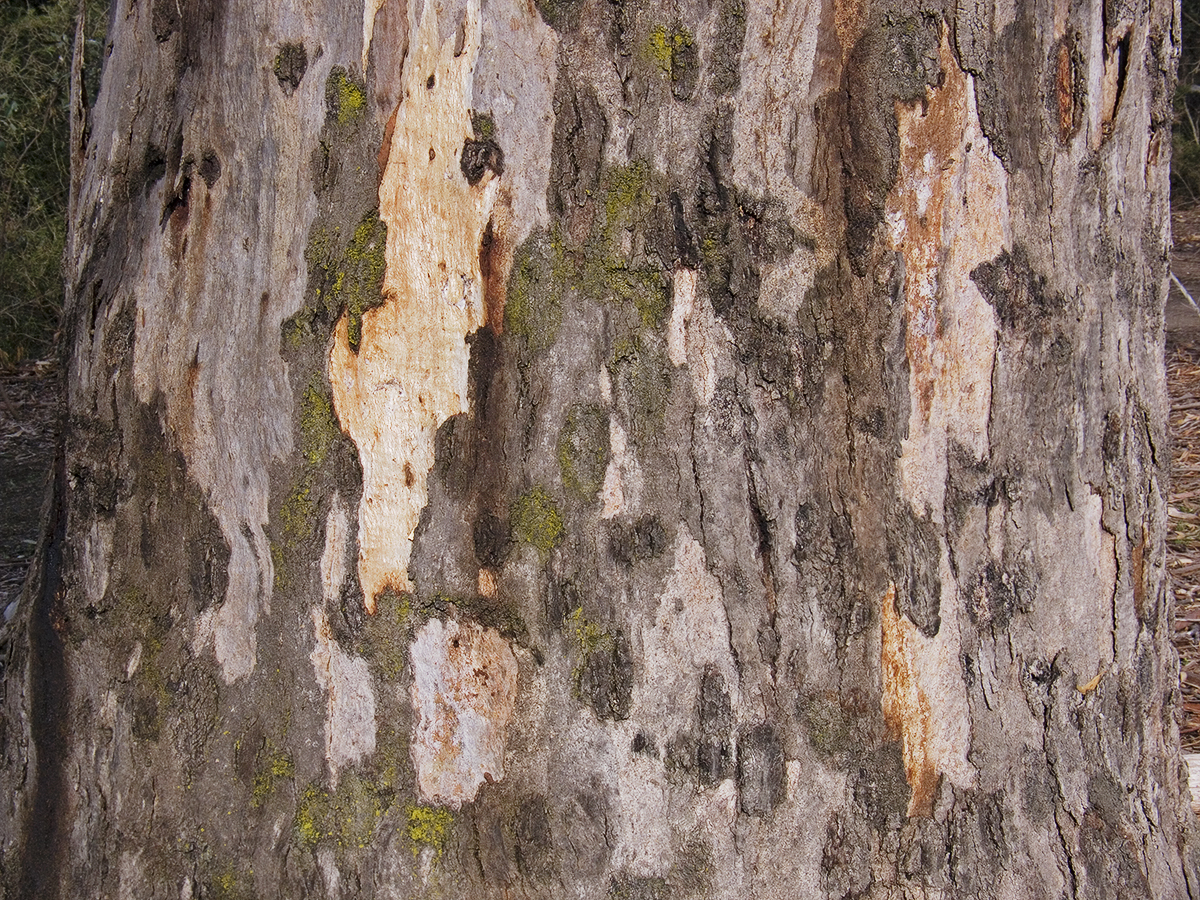
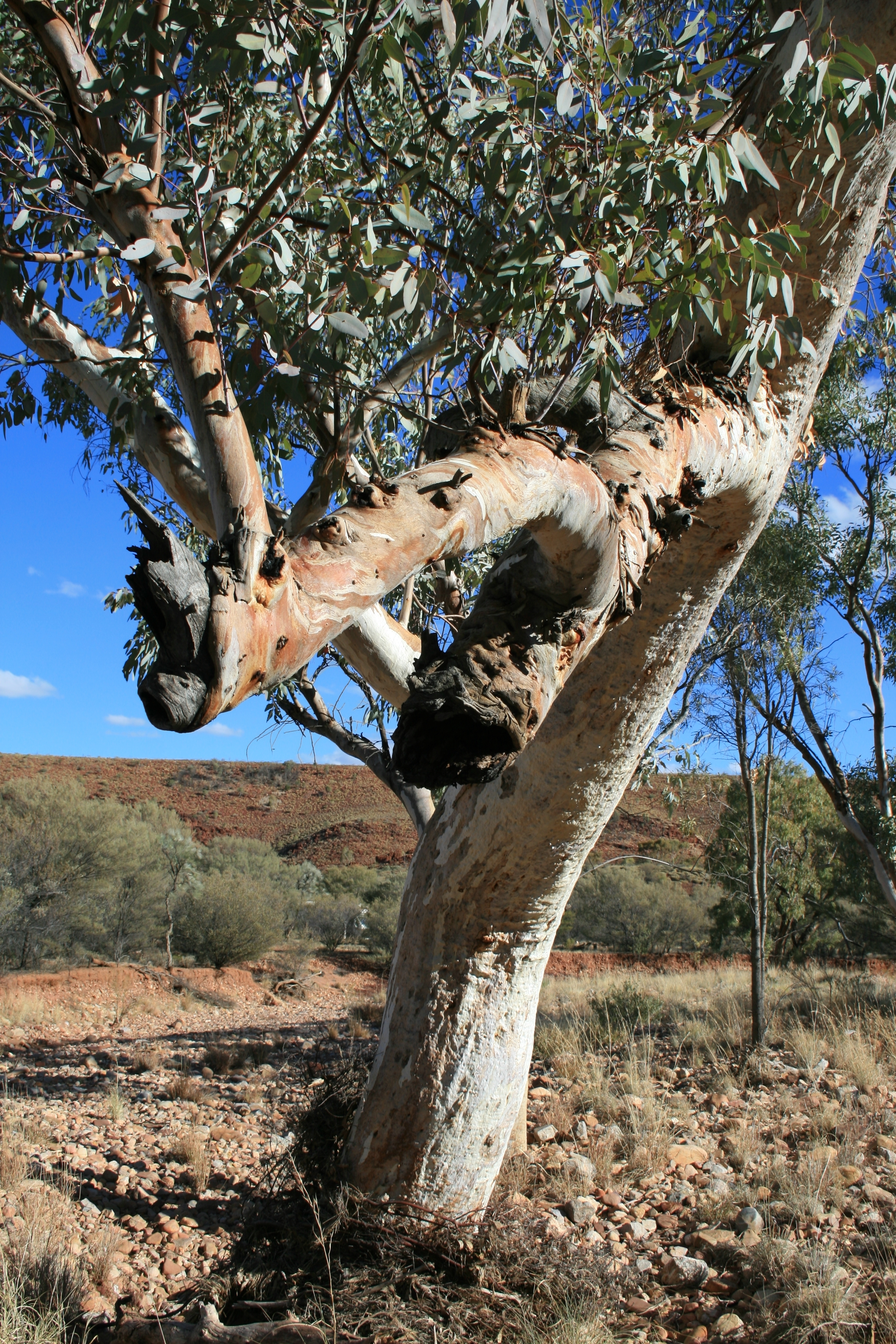
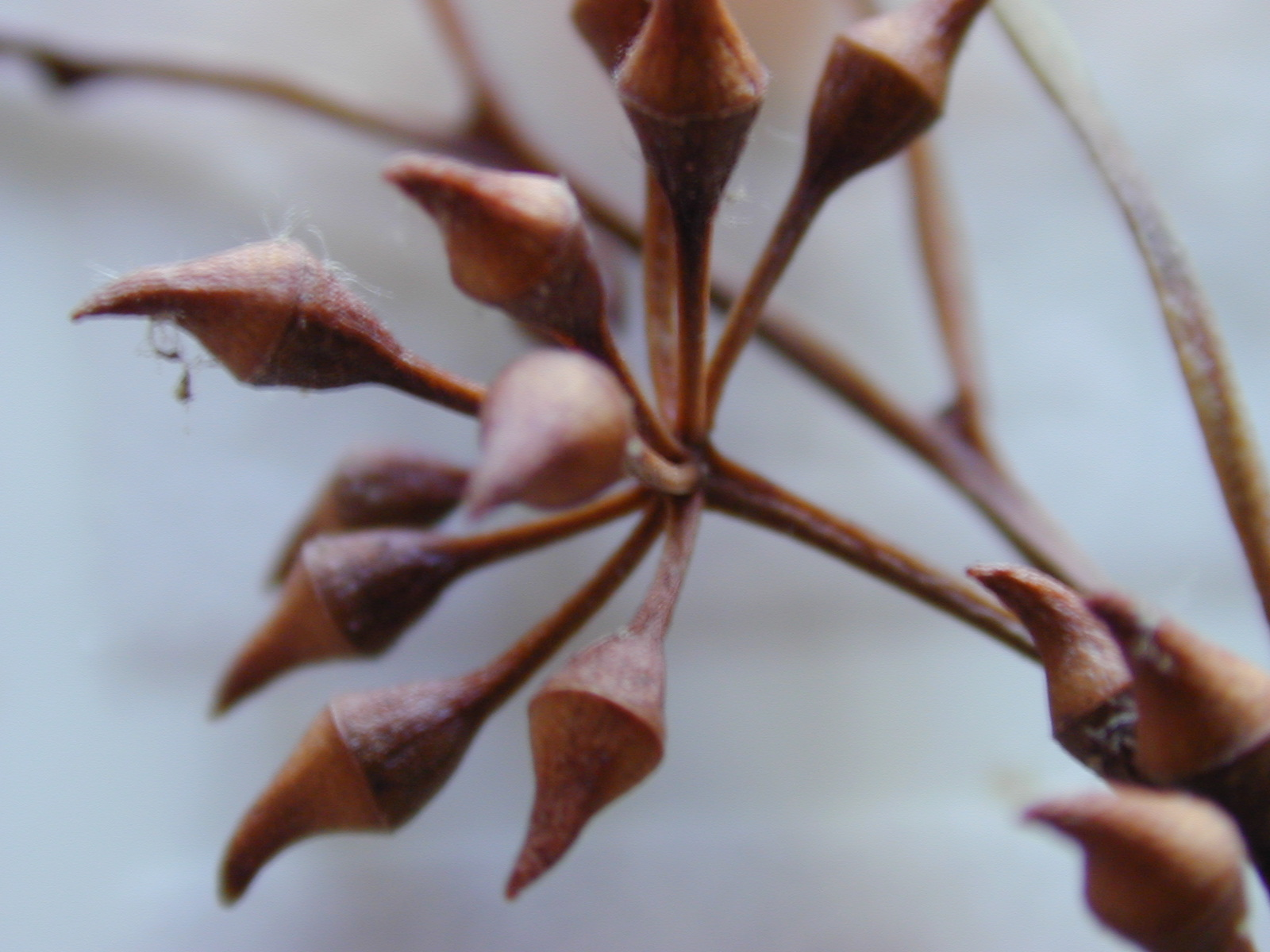
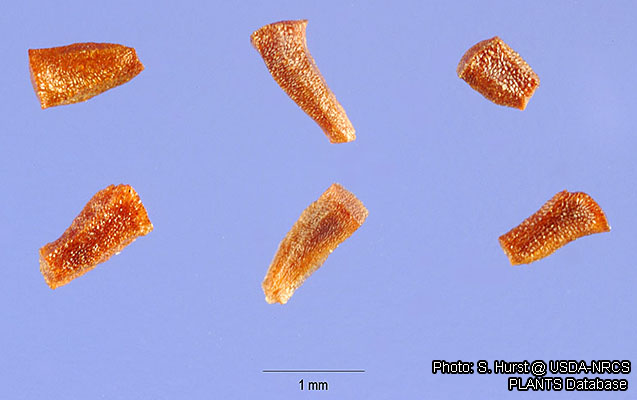
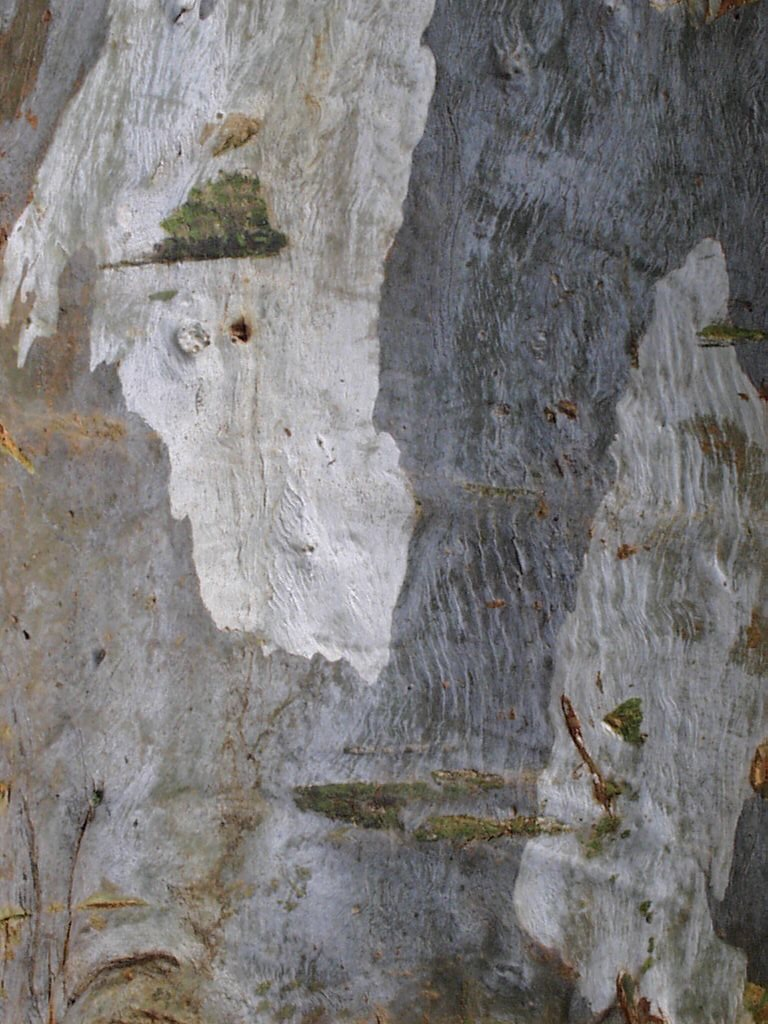
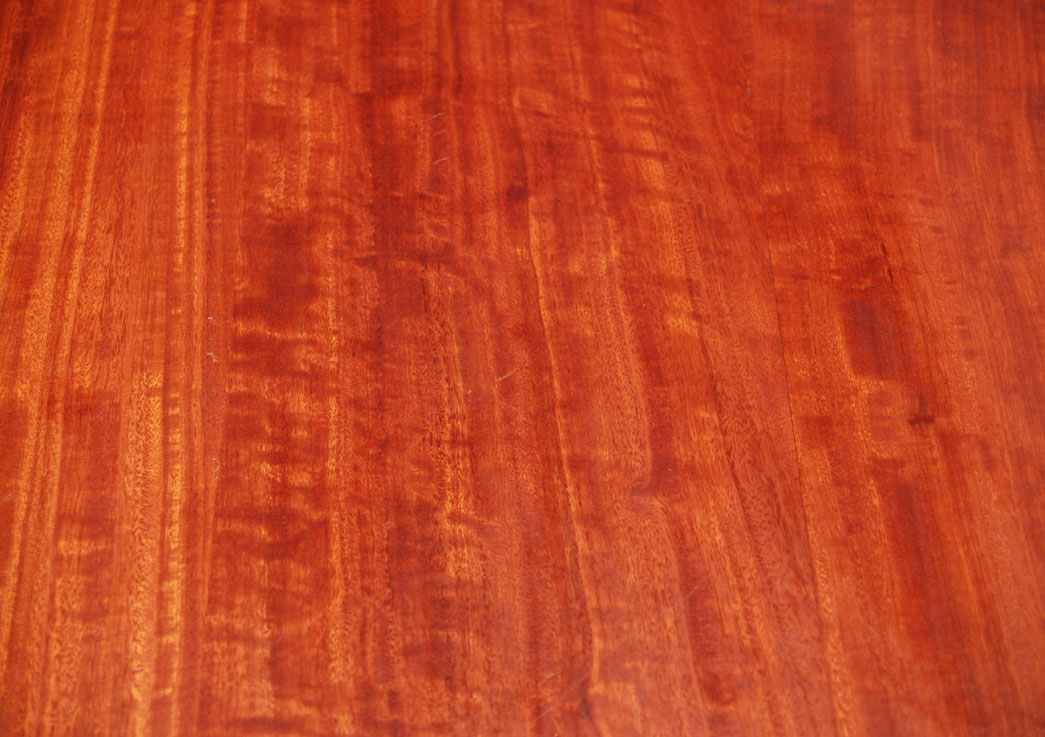